# ザヒヤ・ザリール

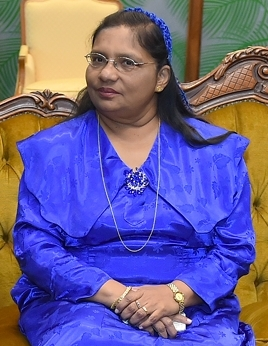
ザヒヤ・ザリール

ザヒヤ・ザリール（ディベヒ語: ޒާހިޔާ ޒަރީރު、英語: Zahiya Zareer、1959年12月30日 - ）は、モルディブの大臣、大使、高等弁務官。
1979年よりベイルート・アメリカン大学に留学し、1983年に同大学で外国語としての英語教授法（TEFL）および英語英文学の学士を取得。1985年、東南アジア教育大臣機構（SEAMEO）傘下の地域言語センター（RELC）で第二言語としての英語教授法（TESOL）のポストグラデュエート・ディプロマ（準修士）を取得。1988年よりアメリカ合衆国カリフォルニア州のサンディエゴ州立大学に留学し、1990年に同大学で言語学の修士を取得。
マウムーン・アブドル・ガユーム政権下で保健大臣、教育大臣を歴任した後、2014年2月13日、アブドゥラ・ヤミーン大統領により在スリランカ高等弁務官に任命される。同7月1日、スリランカの大統領府でマヒンダ・ラージャパクサ大統領に信任状を捧呈した。ザリールが在スリランカ高等弁務官として在任中の2016年10月13日、モルディブが英連邦からの離脱を宣言。これにより、ザリールの肩書は、英連邦同士の国が交換する高等弁務官から通常の国同士が交換する大使となった。2017年8月13日、モルディブ政府によりザリール大使の解任が決定された。